# Национальный блок (Ливан)
Национальный Блок (араб. الكتلة الوطنية اللبنانية‎: Al-Kutlah Al-Wataniyyah) — консервативная ливанская партия, созданная во время французского мандата.
Партия была создана в 1946 году Эмилем Эдде. Впоследствии его сын Раймон Эдде унаследовал от отца пост председателя.
В настоящее время партия входит в Коалицию 14 марта.

## Партийная структура

### Партийный совет
Партийный совет состоит из тридцати членов, треть из которых избирается на шестилетний срок в соответствии со специальной системой, установленной впоследствии Исполнительным комитетом. Далее, Исполнительный комитет назначает другую треть экспертов и специалистов на тот же период.
В рамках своих задач Партийный совет:
- Обсуждает и утверждает годовой бюджет партии.
- Рассматривает общие вопросы и полученные предложения.
- Курирует работу Исполнительного комитета.
- Избирает членов Исполнительного комитета.
- Другие задачи.

### Президент партии
В связи с упразднением должности руководителя и передачей его полномочий Исполнительному комитету — была создана должность председателя партии. Главная задача председателя партии — обеспечить соблюдение партийной системы и общих принципов. Председатель партии исполняет свои обязанности на невозобновляемый однолетний срок после избрания Исполнительным комитетом на основе ротации из числа его членов. В настоящее время в течение первого года после создания должности президентом партии является Салам Ямут.

### Сенат
Создается консультативный орган — Сенат, в составе которого должно быть не менее пяти партийных членов. Участники назначаются и заменяются на неопределенный срок по решению Исполнительного комитета. Сенат издает заключения и рекомендации как совету партии, так и исполнительному комитету.